# Ko de Lavoir
Jacobus Johannes (Ko) de Lavoir (Ossenisse, 14 januari 1898 - Axel, 15 augustus 2005) was vanaf 21 juli 2004 de oudste levende man van Nederland, na het overlijden van Joop Rosbach. Hij heeft deze titel 1 jaar en 25 dagen gedragen.
De Lavoir kwam uit een Nederlandse familie die al generaties lang in Zeeuws-Vlaanderen woonde. Hij woonde enige tijd in een klooster in Sluiskil, waar hij in de tuin werkte. Hij heeft ook als landarbeider gewerkt bij boeren. De Lavoir, die niet getrouwd is geweest en geen kinderen had, had als enig familielid een nicht bij wie hij nadat hij het klooster had verlaten tot zijn negentigste levensjaar in huis woonde. Daarna ging hij in een verpleegtehuis wonen.
De Lavoir was een liefhebber van sigaren en heeft deze tot het eind van zijn leven gerookt.
De Lavoir overleed op de leeftijd van 107 jaar en 213 dagen. Zijn opvolger was Jan Voogt Pzn.